# Mèxic als Jocs Paralímpics de Londres 2012
Mèxic en els Jocs Paralímpics de Londres 2012 va comptar amb la participació de 81 esportistes en nou disciplines. Amb això es converteix en la participació més nombrosa superant a les delegacions de Sidney 2000 i Atenes 2004 que van comptar amb 77 esportistes cadascuna. La banderera durant la cerimònia d'obertura va ser la nedadora Patricia Valle. La participació de Mèxic ;va culminar recollint sis medalles d'or, quatre de plata i onze de bronze per a un total de 21 medalles paralímpiques, superant la meta dels paralímpics passats on es van obtenir vint medalles.

## Participants per esport
Mèxic va ser representat per 81 esportistes en nou disciplines:
| N.    | Esport                     | Homes | Dones | Total |
| ----- | -------------------------- | ----- | ----- | ----- |
| 1     | Atletisme                  | 22    | 16    | 38    |
| 2     | Bàsquet en cadira de rodes | 0     | 12    | 12    |
| 3     | Boccia                     | 1     | 0     | 1     |
| 4     | Equitació                  | 1     | 2     | 3     |
| 5     | Halterofília               | 2     | 4     | 6     |
| 6     | Judo                       | 2     | 1     | 3     |
| 7     | Natació                    | 8     | 8     | 16    |
| 8     | Tennis de taula            | 0     | 1     | 1     |
| 9     | Tir amb arc                | 1     | 0     | 1     |
| Total | 37                         | 44    | 81    |       |

## Medallistes
| Nom                          | 1 | 2 | 3 | Total |
| ---------------------------- | - | - | - | ----- |
| Gustavo Sánchez Martínez     | 2 | 1 | 1 | 4     |
| Mauro Màxim de Jesús         | 0 | 1 | 1 | 2     |
| Salvador Hernández Mondragón | 0 | 1 | 1 | 2     |
| Patricia Valle               | 0 | 0 | 2 | 2     |

### Medalles per gènere
| Sexe    | 1 | 2 | 3  | Total |
| ------- | - | - | -- | ----- |
| Masculí | 4 | 4 | 7  | 15    |
| Femení  | 2 | 0 | 4  | 6     |
| Total   | 6 | 4 | 11 | 21    |

## Halterofília
| Porfirio Francisco Arredondo Lluna | Masculí -82.50 kg | 195 kg | 5 |
| José de Jesús Castillo Castillo    | Masculí -90 kg    | -      | - |
| Laura Cerero Gabriel               | Femenil -44 kg    | -      | - |
| Amalia Pérez                       | Femenil -60 kg    | 135 kg | 1 |
| Catalina Díaz Vilchis              | Femenil -82.50 kg | 125 Kg | 4 |
| Perla Bárcenas                     | Femenil +82.50 kg | 135 kg | 3 |